# Yığılca
Yığılca est une ville et un district de la province de Düzce dans la région de la mer Noire en Turquie.